# 走火通道

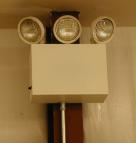
走火通道緊急照明系統

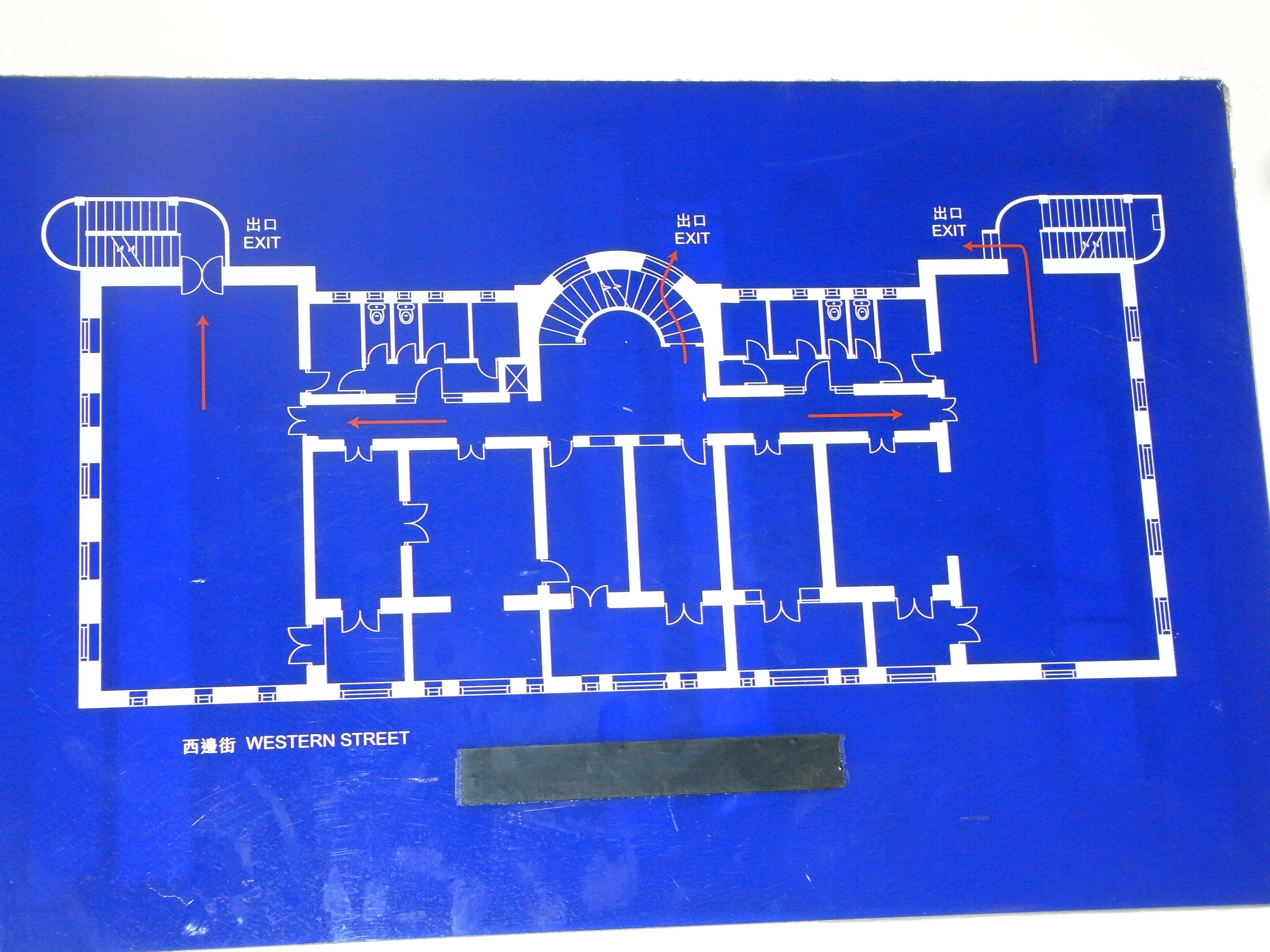
紅線為走火路線圖

走火通道發生火災時的緊急逃生通道。通道內不應有任何物件阻塞，牆及天花、地板、樓級以防火物料建築，緊急出口的設置是經常掩蔽的防煙門。

## 構造
走火通道最常見於市區中的高樓大廈及各地底建築物內。每條走火通道絕大部分都可以容納兩個成年人並排而行。而為了安全起見, 走火通道內每隔一定距離便會有一個窗口，以供通風及透光用（地底裡的走火通道除外）。有些新式的大廈，如果超過30層的話，便會設有防火層。這些防火層沒有任何可供燃燒的物件，使火勢不會擴散。有些地底的走火通道甚至設有加壓設備，使通道內的氣壓略高於外面的氣壓，以防止濃煙進入走火通道。

## 法律定義
大多數國家的建築或消防法規將阻塞或鎖上逃生途徑視為違法行為。

## 照明系統
走火通道內必須有强力的照明系統，有的甚至有緊急照明系統，以供電力中斷時使用。